# Uhniv
Uhniv (în ucraineană Угнів) este un oraș raional din raionul Sokal, regiunea Liov, Ucraina. În afara localității principale, mai cuprinde și satul Zastavne.

## Demografie
Componența lingvistică a orașului Uhniv
     Ucraineană (98,8%)
     Alte limbi (1,2%)
Conform recensământului din 2001, majoritatea populației orașului Uhniv era vorbitoare de ucraineană (98,8%), existând în minoritate și vorbitori de alte limbi.